# إن 1
إن-1 (بالروسية: Н-1) وسُمي كذلك إن 1/إل 3 (من الروسية: Ракета-носитель، راكيتا ناستيل، الصاروخ الحامل) كان مركبة إطلاق للحمولات فائقة الثقل مخصص لنقل الحمولات إلى ما وراء المدار الأرضي المنخفض. كان المقابل السوفيتي لصاروخ ساتورن 5 الأمريكي، وخُطط لاستخدامه في تمكين رحلات الفضاء المأهولة إلى القمر وما وراءه، بدأت دراسات تطويره في 1959. المرحلة الأولى للصاروخ، بلوك أيه، كانت أقوى مرحلة صاروخ أطلقت خلال 50 عامًا، وظلت الأقوى حتى أول اختبار طيران دمجي لمركبة ستارشيب الأمريكية. فشلت جميع المحاولات الأربع لإطلاق الصاروخ إن 1، وتحطمت المركبة على منصة الإطلاق في المحاولة الثانية بعد وقت قصير من انطلاقها. الخصائص المعيبة للتركيبة الضخمة من 30 محركًا والنظام المعقد للتغذية بالأكسجين والوقود لم يُكشف عنها في مرحلة مبكرة من التطوير لعدم إجراء اختبارات الإحراق الثابتة.
صُمم صاروخ إن1-إل3 للتنافس مع برنامج أبولو التابع للولايات المتحدة بإنزال شخص على سطح القمر، مستخدمًا أسلوبًا مشابهًا للالتقاء في مدار القمر. تضمنت مركبة إن1 في أبسط صورها 3 مراحل، الغرض منها نقل حمولة المركبة القمرية إل3 إلى مدار الأرض المنخفض مع رائدي فضاء؛ ضمت مركبة إل3 مرحلة مخصصة للدخول إلى مدار انتقالي قمري، وأول جزء من الهبوط إلى سطح القمر؛ ومركبة إل كيه التي يقودها قائد واحد؛ ومركبة مدارية قمرية من نوع سايوز 7 كيه-لوك للعودة إلى الأرض.
بدأ تطوير إن1-إل3 في أكتوبر 1965، بعد ما يقارب 4 سنوات من ساتورن 5، لكن هذا التطوير كان معجلًا ولم تخصص له الموارد المالية المناسبة. تعرض المشروع لأضرار بالغة بعد وفاة كبير المصممين سيرجي كوروليوف في 1966. وأوقف برنامج إن1 في 1974، إلى أن أُلغي رسميًّا في 1976. وبقت جميع تفاصيل برنامج الرحلات القمرية المأهولة للاتحاد السوفيتي سرية حتى الفترة الأخيرة من عمر الدولة السوفيتية.

## التاريخ
في عام 1967 كانت الولايات المتحدة الاتحاد السوفيتي في سباق لإرسال أول إنسان إلى القمر. حصل برنامج إن1/إل3 على موافقة رسمية في عام 1964، الأمر الذي تطلب تطوير مركبة الإطلاق إن-1، والتي يمكن مقارنتها في الحجم بمركبة ساتورن 5 الأمريكية.
في 25 نوفمبر 1967، بعد أقل من ثلاثة أسابيع من أول رحلة لصاروخ ساتورن 5 خلال مهمة أبولو 4، أطلق السوفيت نموذجًا مجسمًا لمركبة إن-1 إلى منصة الإطلاق 110آر التي بنيت حديثًا في قاعدة بايكونور الفضائية في كازاخستان السوفيتية. صُممت مركبة الاختبار والتدريب اللوجستية لأنظمة المرافق هذه، والمسماة 1 إم 1، لمنح المهندسين خبرة قيمة في عمليات الإطلاق ودمج منصة الإطلاق وأنشطة التراجع، وهو ما يشبه اختبار مركبة تكامل المرافق إس أيه-500 إف، لصاروخ ساتورن-5 في مركز كينيدي للفضاء في فلوريدا في منتصف عام 1966. وبينما نقلت المركبة المجنزرة صاروخ ساتورن 5 إلى المنصة عموديًّا، نُقلت مركبة إن-1 أفقيًّا ثم رُفعت إلى الوضع العمودي عند المنصة - وهي الممارسة المعتادة في برنامج الفضاء السوفيتي. في يوم 11 ديسمبر، وبعد الانتهاء من الاختبارات المختلفة، أنزل الصاروخ إن-1 وأعيد إلى مبنى التجميع. استُخدم نموذج 1 إم 1 عدة مرات في السنوات التالية لإجراء اختبارات تكامل إضافية لمنصة الإطلاق.
ورغم أن هذا الاختبار أُجري سرًّا، إلا أن قمرًا اصطناعيًّا استطلاعيًّا أميركيًّا تمكن من تصوير الصاروخ إن-1 على المنصة قبل وقت قصير من إعادته إلى مبنى التجميع. كان مدير وكالة ناسا چيمس ويب قادرًا على الوصول إلى هذه المعلومات وغيرها من المعلومات الاستخباراتية المماثلة التي أظهرت أن الروس يخططون بصفة جدية لمهام قمرية مأهولة. وقد أثرت هذه المعرفة على العديد من القرارات الرئيسية التي اتخذتها الولايات المتحدة في الأشهر المقبلة. يبدو أن صور الأقمار الصناعية أظهرت أن الاتحاد السوفيتي كان قريبًا من اختبار طيران للصاروخ إن-1، لكنها لم تكشف عن أن هذا الصاروخ على وجه الخصوص كان مجرد نموذج مجسم وأن الاتحاد السوفيتي كان متأخرًا عن الولايات المتحدة بعدة أشهر في السباق لهبوط إنسان على القمر (على الرغم من أن وكالة المخابرات المركزية، ومكتب الاستطلاع الوطني، والرئيس ليندون چونسون كانوا على الأقل يعرفون أن الصاروخ كان نموذجًا مجسمًا وفقًا للإحاطة الرئاسية اليومية بتاريخ 27 ديسمبر 1967). كان السوفيت يأملون في أن يتمكنوا من تنفيذ رحلة تجريبية لمركبة إن-1 في النصف الأول من عام 1968، ولكن لعدد من الأسباب الفنية لم يقع هذا الإطلاق الاختباري لمدة أكثر من عام.

### الخطط القمرية السوفيتية المبكرة
في مايو 1961، أعلنت الولايات المتحدة عن هدفها بإنزال رجل على القمر بحلول عام 1970. وفي الشهر نفسه، حدد التقرير الخاص بإعادة النظر في خطط المركبات الفضائية لأغراض الدفاع موعد الإطلاق التجريبي الأول للصاروخ إن-1 في عام 1965. في شهر يونيو، حصل مكتب كوروليف على مبلغ صغير من التمويل لبدء تطوير إن-1 بين عامي 1961 و1963. وفي الوقت نفسه، اقترح كوروليف مهمة قمرية تعتمد على مركبة الفضاء سايوز الجديدة باستخدام أسلوب الالتقاء في مدار الأرض. ستُستخدم العديد من عمليات إطلاق صواريخ سايوز لبناء حزمة كاملة لمهمة القمر، بما في ذلك صاروخ واحد لمركبة الفضاء سايوز، وآخر للهبوط على القمر، وعدد قليل بمحركات ووقود قمري. وهذا النهج، الذي كان مدفوعًا بالقدرة المحدودة لصاروخ سايوز، يعني أن الأمر سوف يتطلب معدل إطلاق سريع لتجميع المجمع قبل نفاد المواد المستهلكة من أي من المكونات في المدار. واقترح كوروليف بعد ذلك توسيع الصاروخ إن-1 للسماح بمهمة قمرية واحدة. في نوفمبر وديسمبر 1961، حاول كوروليف وآخرون إثبات أن الصاروخ فائق الثقل يمكنه حمل أسلحة نووية ثقيلة للغاية، مثل قنبلة القيصر المختبرة مؤخرًا، أو العديد من الرؤوس الحربية (حتى 17) كمبرر إضافي لتصميم إن-1. ولم يكن يميل إلى استخدام الصاروخ لأغراض عسكرية، بل أراد تحقيق طموحاته الفضائية ورأى أن الدعم العسكري أمر حيوي. وكان رد الفعل العسكري فاترًا ــ إذ اعتقدوا أن الصاروخ إن-1 ليس له فائدة عسكرية تذكر، وكانوا قلقين من أنه قد يحول الأموال بعيدًا عن البرامج العسكرية البحتة. استمرت المراسلات بين كوروليف والقادة العسكريين حتى فبراير/شباط 1962 دون تحقيق تقدم يذكر.
وفي الوقت نفسه، اقترح فريق مكتب التصميم التجريبي-52 التابع لتشيلومي مهمة بديلة ذات مخاطر أقل بكثير. بدلًا من الهبوط المأهول، اقترح تشيلومي سلسلة من البعثات حول القمر للوصول إلى جوار القمر قبل الولايات المتحدة. كما اقترح تعزيزًا جديدًا للمهمة، بتجميع أربعة من صواريخ يو آر-200 الموجودة لديه (المعروفة باسم إس إس-10 في الغرب) لإنتاج معزز واحد أكبر، وهو يو آر-500. تخلى الفريق عن هذه الخطط عندما عرض جلوشكو على تشيلومي محرك آر دي-270، والذي سمح ببناء يو آر-500 في تصميم "أحادي الكتلة"، وهو ما كان أكثر بساطة. واقترح أيضًا تكييف تصميم مركبة فضائية موجودة لمهمة حول القمر، وهي المركبة الفضائية إل كيه-1 التي تحمل رائد فضاء واحد. اعتبر تشيلومي أن التحسينات في مهمات يو آر-500/إل كيه-1 المبكرة ستسمح بتكييف المركبة الفضائية لاستيعاب اثنين من رواد الفضاء.
كانت قوات الصواريخ الاستراتيجية التابعة للجيش السوفيتي مترددة في دعم مشروع مدفوع سياسيًّا لكنه ذا فائدة عسكرية ضئيلة، لكن كوروليف وتشيلومي دفعا باتجاه إرسال بعثة إلى القمر. بين عامي 1961 و1964، قُبل اقتراح تشيلومي الأقل طموحًا، وأُعطي تطوير يو آر-500 وإل كيه-1 أولوية عالية نسبيًّا.

## الخلط في استخدام التسمية إل 3
يظهر ارتباك بين المصادر الروسية على الإنترنت حول ما إذا كان المقصود هو N1-L3 (بالروسية: Н1-Л3) أو N1-LZ (بالروسية: Н1-ЛЗ)، بسبب تشابه الحرف السيريلي з  والرقم 3. في بعض الأحيان تُستخدم كلا الصيغتين داخل نفس الموقع الروسي (أو حتى نفس المقالة). تشير المصادر الإنجليزية فقط إلى N1-L3. التسمية الصحيحة هي L3، والتي تمثل أحد الفروع الخمسة لاستكشاف القمر السوفيتي. خُطط للمرحلة 1 (Л1) كرحلة مأهولة حول القمر (نُفذت جزئيًّا في برنامج زوند)؛ كانت المرحلة 2 (Л2) مركبة قمرية غير مأهولة (نُفذت في لونوخود)؛ كان من المقرر أن تكون المرحلة 3 (Л3) هبوطًا قمريًّا مأهولًا؛ كان من المخطط أن تكون المرحلة 4 (Л4) مركبة فضائية مأهولة في مدار قمري؛ وأن تكون المرحلة 5 (Л5) مركبة قمرية ثقيلة مأهولة لدعم طاقم يتكون من 3 إلى 5 أشخاص.